# Battaglia di Zhenhai (1841)
La battaglia di Zhenhai ebbe luogo tra il Corpo di spedizione britannico e i cinesi il 10 ottobre 1841 durante la prima guerra dell'oppio. Le truppe britanniche riuscirono a catturare la strategicamente importante città costiera di Zhenhai. La presa della città aprì alle forze britanniche la strada per raggiungere Ningbo. Durante la battaglia, il commissario imperiale cinese Yuqian morì dopo aver tentato il suicidio. Da parte cinese la causa della sconfitta fu imputata al comandante regionale Yu Buyun, che fu giustiziato dopo la battaglia.

## Premesse
Zhenhai si trova all'estremità meridionale della baia di Hangzhou, dove il fiume Yong (甬江S, YongjiangP) sfocia nella baia. Il fiume Yong scorre in una gola circondata da colline su entrambi i lati ed è largo circa un chilometro allo sbocco. Il transito marittimo attraverso l'estuario era difficile a causa dei numerosi banchi di sabbia e delle secche. La città di Zhenhai si trova a ovest dell'estuario. In corrispondenza dell'estuario, il corso d'acqua è fiancheggiato da due colline. La prima collina, chiamata Zhaobaoshan, si trova a est della città e a ovest dell'estuario e sulla sua cima, fin dalla dinastia Ming, si trovava il forte di Weiyuan, inizialmente costruito per difendersi dai pirati. La seconda collina, chiamata Jinjishan, si trova sul lato orientale del fiume e non era fortificata. All'epoca della guerra dell'oppio, la città aveva una guarnigione di circa 4000 soldati e irregolari. Le fortificazioni disponevano di 157 cannoni, 67 dei quali in bronzo.
Il "commissario imperiale" Yuqian, inviato da Daoguang con la missione di sconfiggere gli inglesi, arrivò a Zhenhai nel febbraio 1841 e fece della città la sua residenza ufficiale. Yuqian, che non aveva alcuna conoscenza delle forze armate britanniche, dedusse dai resoconti ricevuti che Zhenhai fosse adeguatamente protetta dalla morfologia del territorio e che le difese costiere non necessitassero di rinforzi. Considerò il morale delle sue truppe un fattore decisivo e riferì all'imperatore che, della guarnigione di 4000 soldati, solo un migliaio erano affidabili. Cercò di risollevare il morale delle truppe con il giuramento di fedeltà dei suoi ufficiali e l'esecuzione pubblica di alcuni marinai inglesi che erano stati catturati.
Quando nel giugno 1841 Yuqian si assentò per un breve periodo da Zhenhai a causa della sua nomina a governatore generale, il governatore della provincia di Zhenjiang, Liu Yunke, e il comandante militare provinciale, Yu Buyun, continuarono ad ampliare le difese. Piazzarono due nuove batterie di artiglieria protette da sacchi di sabbia ai piedi della collina chiamata Zhaobaoshan e inviarono una guarnigione sotto il comando di Xie Chao'en sulla collina opposta, Jinishan. La difesa del lato nord della collina fu rafforzata con una fortificazione costituita da terrapieni. Le mura della città furono rinforzate con sacchi di sabbia.
Dopo la seconda conquista di Chusan del 1º ottobre 1841, il Corpo di spedizione britannico si era diretto verso la terraferma. L'8 ottobre 1841 la flotta britannica si riunì a "scogliera di Huangniu" e il 9 ottobre 1841 raggiunse Zhenhai. Lo stesso giorno il comandante dell'esercito, Hugh Gough, e il comandante della marina, William Parker, effettuarono una ricognizione congiunta del terreno. Il piano di battaglia prevedeva di attaccare entrambe le colline all'imboccatura del fiume Yong con truppe di terra, mentre la flotta avrebbe dovuto bombardare le difese.

## La battaglia

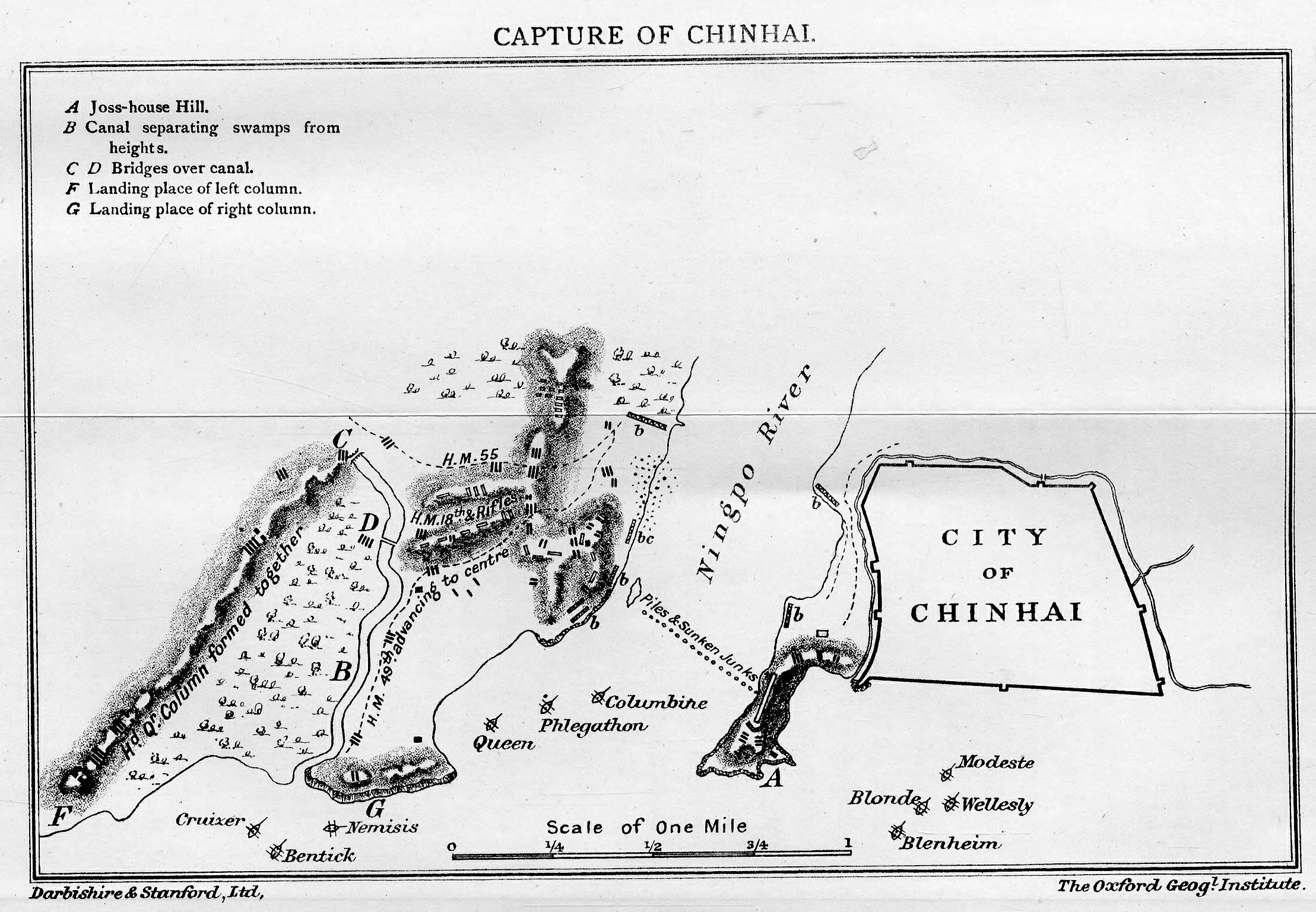
Schizzo cartografico della battaglia tratto da una biografia del feldmaresciallo britannico Hugh Gough, pubblicata per la prima volta nel 1903

Il 10 ottobre 1841, all'alba, la flotta britannica iniziò l'attacco. Gli inglesi sbarcarono 1070 soldati circa 3 chilometri a ovest di Jinishan. Le truppe riuscirono a conquistare rapidamente la collina. Il comandante, Xie Chao'en, cadde in battaglia. Contemporaneamente, la flotta conquistò Zhaobaoshan. Con un bombardamento di diverse ore, gli inglesi riuscirono a distruggere quasi completamente le fortificazioni. La collina fu poi rapidamente conquistata da circa 770 fanti di marina.
Il "commissario imperiale" Yuqian seguì gli scontri dal lato est delle mura di Zhenhai. All'arrivo delle truppe britanniche, ordinò un contrattacco che non si concretizzò. Vista la superiorità di fuoco delle forze britanniche, che lo sorprese, fu presto convinto che la battaglia era persa. Tentò quindi il suicidio, che gli fu impedito dai suoi confidenti. Yuqian tentò quindi la fuga, ma morì per sfinimento a circa 70 km da Zhenhai il giorno stesso. Durante la sua fuga, la resistenza militare cinese si dissolse nel primo pomeriggio.

## Conseguenze
Non sono disponibili statistiche sulle perdite dell'esercito cinese: i testimoni britannici le stimarono in diverse centinaia di morti. Ci sono due fonti contraddittorie sulle perdite britanniche: la prima parla di 3 morti e 16 feriti,  la seconda di 16 morti e diversi feriti. La cattura di Zhenhai spianò al Corpo di spedizione britannico la strada per raggiungere Ningbo, che fu conquistata senza combattere pochi giorni dopo.
Da parte cinese, il comandante superstite delle truppe sulla collina Zhaobaoshan, Yu Buyun, fu incolpato della sconfitta. Prima della battaglia ebbe difficili rapporto con Yuqian, con il quale era in disaccordo sulla necessità di fortificare il sito e sul trattamento dei prigionieri di guerra. Yu Buyun fu giustiziato dopo la battaglia per ordine dell'imperatore, che portò ad esempio Yuqian per il suo sacrificio.